# Continuum (álbum de John Mayer)
Continuum é o terceiro álbum de estúdio do cantor e guitarrista John Mayer, lançado em 12 de Setembro de 2006 pela Columbia Records.As sessões de gravação para o álbum ocorreram entre Novembro de 2005 a Setembro de 2006 no The Village Recorder, em Los Angeles, Califórnia, Avatar Studios e Right Track/Sound em Nova Iorque e Royal Studios em Memphis, Tennessee. Ele marcou uma mudança no estilo musical de Mayer, e incorporou elementos do Blues e Soul mais evidentes do que seu trabalho anterior com o Pop Rock.

## Antecedentes
Mayer decidiu nomear seu terceiro álbum como Continuum pelo menos um ano antes do lançamento do álbum. Em sua coluna na edição de abril de 2005 da revista Esquire, Mayer escreveu: "Estou obcecado com o tempo ultimamente, constantemente analisando os números para ter uma ideia de onde estou no continuum". Em sua coluna na edição de setembro de 2005 da revista Esquire, ele confirmou o título, escrevendo: "Nunca experimentei nada parecido com o processo de gravação envolvido em fazer Continuum, meu terceiro álbum em potencial.
O álbum apresenta principalmente músicas novas, embora "Gravity" e "Vultures" estão disponíveis em versões ao vivo de John Mayer Trio Try! e "Bold as Love" é uma versão cover de Jimi Hendrix: o primeiro cover de Hendrix que Mayer já gravou como um lançamento em estúdio, embora o músico tenha tocado "Bold as Love" ao vivo muitas vezes antes do lançamento de Continuum como no programa de TV Tsunami Aid: A Concert of Hope em 15 de janeiro de 2005 e desde então gravou outras músicas de Hendrix como "The Wind Cries Mary" e "Wait Before Tomorrow" em ambientes ao vivo. O álbum contém uma colaboração entre Mayer e o guitarrista de 8 cordas Charlie Hunter na música "In Repair". A música "Stop this Train" foi escrita durante um período do que Mayer chama de "refinamento solitário"; Ele estava na cama sofrendo de pedras nos rins duplas e morando em um hotel enquanto não encontrava uma nova residência.

## Arte de capa
A palavra "Continuum" é exibida no centro. A tipografia do título foi personalizada para dar às letras "C" e "o" a aparência de um símbolo do infinito: ∞ Muitas das seguintes letras se tocam de alguma maneira; a linha vertical direita do segundo "u" é a linha vertical esquerda do "m" no título.
O álbum foi lançado várias vezes com pequenas diferenças na obra de arte. Os três principais lançamentos são apresentados, respectivamente: Uma foto de Mayer; uma capa de prata com um título branco; e uma versão somente local 83 (incluindo uma bolsa de prata). O primeiro apresenta uma fotografia em escala escura de Mayer com o título próximo ao topo; outro é idêntico, exceto "featured" centralizado na parte superior. Algumas versões apresentam apenas um CD. Nesses casos, o álbum apresenta Mayer na capa. Quando o álbum é embalado com uma caixa de joias, a capa interna é toda branca com o logotipo "Continuum" impresso muito levemente. O CD básico é branco com letras esbranquiçadas que deslizam para dentro de uma maleta de cinza profundo com letras em cinza claro e azul/verde. Durante a pré-encomenda, parecia que haveria uma variação da referida arte em uma versão de edição especial, e a "embalagem especial" era uma bolsa de prata brilhante que continha o CD e os bônus de pré-encomenda. Todas as arte foram projetadas por Mayer junto com a Smog Design, Inc. O interior da capa do CD inclui fotografias, algumas tiradas por Mayer, como as do estúdio (onde a letra a mão de Mayer descreve: "*this is what my heart looks like*"–"* é assim que meu coração se parece *") e uma roda-gigante onde a letra de Mayer é imposta sobre a parte superior da fotografia, apresentando a letra de suas músicas.
Há também uma fotografia de Mayer com Pino Palladino e Steve Jordan (os três que compõem o John Mayer Trio) na praia. A capa do CD apresenta a letra de todas as músicas do Continuum. Tanto em Heavier Things quanto em Room for Squares, houve incongruências com as letras nas páginas do encarte quando comparadas aos álbuns; no entanto, as letras Continuum são todas impressas exatamente como gravadas no álbum. A versão britânica de Continuum apresenta uma fotografia de Mayer na capa. Esta capa foi usada para lançamentos promocionais, como quando Mayer se apresentou ao vivo no programa de televisão australiano "Rove Live". A capa alternativa foi apresentada para a televisão pelo apresentador do programa, Rove McManus.
Em novembro de 2007, uma edição especial do Continuum foi lançada.
A capa da edição especial apresenta um plano de fundo cinza e texto prateado para o título, com o logotipo Columbia Records em preto, em vez de branco.
No entanto, a linha "Music by John Mayer" permanece da mesma cor verde-azulada do lançamento regular. O layout da capa é o mesmo.

## Lista de faixas
| Edição padrão  |                                                       |                                     |         |  |
| N.º            | Título                                                | Compositor(es)                      | Duração |  |
| 1.             | "Waiting on the World to Change"                      | John Mayer                          | 3:21    |  |
| 2.             | "I Don't Trust Myself (With Loving You)"              | Mayer                               | 4:52    |  |
| 3.             | "Belief"                                              | Mayer                               | 4:02    |  |
| 4.             | "Gravity"                                             | Mayer                               | 4:05    |  |
| 5.             | "The Heart of Life"                                   | Mayer                               | 3:19    |  |
| 6.             | "Vultures" (John Mayer Trio)                          | Mayer; Steve Jordan; Pino Palladino | 4:10    |  |
| 7.             | "Stop This Train" (Mayer)                             |                                     | 4:45    |  |
| 8.             | "Slow Dancing in a Burning Room"                      | Mayer                               | 4:02    |  |
| 9.             | "Bold as Love" (Cover de The Jimi Hendrix Experience) | Jimi Hendrix                        | 4:18    |  |
| 10.            | "Dreaming with a Broken Heart"                        | Mayer                               | 4:05    |  |
| 11.            | "In Repair"                                           | Mayer; Charlie Hunter               | 6:07    |  |
| 12.            | "I'm Gonna Find Another You"                          | Mayer                               | 2:43    |  |
| Duração total: | Duração total:                                        | Duração total:                      | 49:54   |  |

| Edição de relançamento de 2008 |                |                |         |  |
| N.º                            | Título         | Compositor(es) | Duração |  |
| 13.                            | "Say"          | Mayer          |         |  |
| Duração total:                 | Duração total: | Duração total: | 53:51   |  |

| Disco bônus da edição de 2007 |                                                 |                                                    |                                                                              |         |  |
| N.º                           | Título                                          | Compositor(es)                                     | Detalhes da gravação ao vivo                                                 | Duração |  |
| 1.                            | "Vultures"                                      | Mayer, Jordan, Palladino                           | Charter One Pavilion, Chicago, Illinois (28 de Junho de 2007)                | 5:40    |  |
| 2.                            | "Belief"                                        | Mayer                                              | U.S. Bank Arena, Cincinnati, Ohio (26 de Junho de 2007)                      | 6:04    |  |
| 3.                            | "Waiting on the World to Change"                | Mayer                                              | Capital One Arena, Washington, D.C. (25 de Julho de 2007)                    | 3:39    |  |
| 4.                            | "Dreaming with a Broken Heart"                  | Mayer                                              | Hollywood Bowl, Los Angeles (10 de Junho de 2007)                            | 4:15    |  |
| 5.                            | "I Don't Need No Doctor" (cover de Ray Charles) | Joseph Armstead; Nickolas Ashford; Valerie Simpson | Wells Fargo Arena (Des Moines, Iowa), Des Moines, Iowa (18 de Junho de 2007) | 5:54    |  |
| 6.                            | "Gravity"                                       | Mayer                                              | New England Dodge Music Center, Hartford, Connecticut ()                     | 10:20   |  |